# Rallye du Quercy
Le Rallye du Quercy est une compétition automobile française se déroulant dans le département du Lot, créée en 1976 sous le nom de « Ronde du Quercy ».

## Histoire
(décembre 2018).
Cette manifestation a lieu dans les Causses, dans les vallées du Lot et du Célé, entre Cahors et Saint-Cirq-Lapopie. 
La ronde prend ensuite le nom de « Rallye de Cahors en Quercy », avant une pause après la 16e édition en 1992. 
Relancée par une équipe passionnée et son ancien président Pascal PEREIRA en 1998, elle renaît sous le nom actuel de « Rallye du Quercy » et en est, en 2024 à sa 41e édition sous la conduite de l'Écurie des Cadourques et de l'ASA du Quercy. 
Les présidents successifs de l’Écurie des Cadourques auront été après Pascal PEREIRA, Sylvain MALBEC, Philippe FAURIE, Claude NOLLEVAL puis Marie-Hélène VALES. 
Cette course a vu Didier Auriol remporter sa première victoire scratch en 1982, bien avant qu'il ne devienne champion du monde des rallyes en 1994. De grands noms du sport automobile français ont emprunté les routes quercynoises  depuis 1976 : François Delecour, Philippe Bugalski, Christian Gazaud, Henri et Dominique Depons, Francis Vincent, Hugues Delage, Serge Sastre, Pascal Thomasse, Jean-Pierre Ballet, Dominique de Meyer, Philippe Rambeaud. Plus récemment, Jean-Michel Da Cunha, Antony Mora, Christophe Cazot, Jean-Marie Rouquette, André Jezequel, Alain Aquilino, François Pelamougues, Jérôme Clarety, Mickaël Lobry ou Jean-Laurent Chivaydel ont aussi remporté cette compétition. 
En 2007, le Rallye du Quercy accueille un équipage montant (c'est paradoxalement pour eux leur premier régional, après une saison 2006 puis 2007 en Coupe 206 exclusivement sur des rallyes nationaux ou du championnat de France), qui termine 3e sur le podium et qui est par la suite devenu équipage officiel Citroën Racing puis VW Motorsport : Sébastien Ogier et Julien Ingrassia. Ils emportent le championnat du monde (WRC) des rallyes en 2013. 
En 2011, à l'occasion de la 30e édition et grâce au soutien de Dominique Didier concessionnaire Renault, Jean Ragnotti a été ouvreur officiel de l'épreuve sur la voiture « 0 », une Mégane RS de série.
En 2012, Hugues Delage est ouvreur de l'épreuve sur Mercédès.
En 2013, Simon Jean-Joseph a également ouvert l'épreuve, sur une Clio EDC de série.
De nombreux pilotes locaux ont aussi participé au rallye : Jean Celarie, la famille Moles, Jean-Marie Grenier… ils sont aujourd'hui remplacés par de nombreux équipages locaux, membres de l'ASA du Quercy.